# Чемпионат мира по хоккею с шайбой среди молодёжных команд 2018
Чемпионат мира по хоккею с шайбой среди молодёжных команд 2018 — 42-й турнир молодёжного чемпионата мира под эгидой ИИХФ, который проходил с 26 декабря 2017 года по 5 января 2018 года в американском городе Буффало.

## Арены
Аренами турнира стали дворцы «Кибэнк-центр» и «Харбор-центр». Также на футбольном стадионе «Нью Эра Филд» на ледовой площадке на открытом воздухе состоялся матч предварительного раунда между сборными США и Канады.
| Кибэнк-центр Вместимость: 19 070 | Харбор-центр Вместимость: 1 800 | Нью Эра Филд Вместимость: 71 870 |
| -------------------------------- | ------------------------------- | -------------------------------- |
|                                  |                                 |                                  |
| США — Буффало                    | США — Буффало                   | США — Орчард-Парк                |

## Сборные
| Европа Беларусь^ Швеция* Дания* Чехия* Швейцария* | Россия* Словакия* Финляндия* Северная Америка - Канада* - США× |  |

* = 8 команд автоматически квалифицировались в высший дивизион по итогам чемпионата мира 2017 года
^ = Команда перешла в высший дивизион по итогам первого дивизиона чемпионата мира 2017 года
× = Квалифицировались как хозяева чемпионата

## Судьи
ИИХФ утвердила 12 главных и 10 линейных судей для обслуживания матчей чемпионата мира по хоккею с шайбой среди молодёжных команд 2018 года
| Главные судьи - Андрис Ансонс - Александр Гарон - Янкоб Грумсен - Микко Каукокари - Артур Кулёв - Мануэль Николич - Гордон Шукис - Робин Шир - Микаэль Шёквист - Стефен Томсон - Джереми Тафтс - Марк Виганд | Линейные судьи - Франко Кастелли - Маркус Хегестрём - Уильям Хэнкок - Рене Йенсен - Йон Килиан - Дастин Маккрэнк - Иржи Ондрачек - Петер Шефчик - Александр Сысуев - Эмиль Юлетуйнен |  |

## Предварительный раунд
|  | Команды, выходящие в четвертьфинал      |
|  | Команды, выходящие в утешительный раунд |

### Группа A
| М | Сборная   | И | В | ВО | ПО | П | ШЗ | ШП | РШ  | О  |
| - | --------- | - | - | -- | -- | - | -- | -- | --- | -- |
| 1 | Канада    | 4 | 3 | 0  | 1  | 0 | 21 | 6  | +15 | 10 |
| 2 | США       | 4 | 2 | 1  | 0  | 1 | 20 | 10 | +10 | 8  |
| 3 | Финляндия | 4 | 2 | 0  | 0  | 2 | 15 | 12 | +3  | 6  |
| 4 | Словакия  | 4 | 2 | 0  | 0  | 2 | 10 | 14 | -4  | 6  |
| 5 | Дания     | 4 | 0 | 0  | 0  | 4 | 2  | 26 | -24 | 0  |

Время местное (UTC-5).
| 26 декабря 2017 16:00 | Канада | 4:2 (3:1, 1:1, 0:0) | Финляндия | Кибэнк-центр Зрителей: 9552 |

| Отчёт | Отчёт                   | Отчёт                                                                                           | Отчёт                | Отчёт                                                                       |
| --- | ----------------------- | ----------------------------------------------------------------------------------------------- | -------------------- | --------------------------------------------------------------------------- |
| |                         |                                                                                                 |                      |                                                                             |
| | Картер Харт             | Вратари                                                                                         | Укко-Пекка Луукконен | Судьи: Артур Кулёв Мануэль Николич Линейные судьи: Йон Килиан Иржи Ондрачек |
| | Голы:                   |                                                                                                 |                      | Судьи: Артур Кулёв Мануэль Николич Линейные судьи: Йон Килиан Иржи Ондрачек |
| Борис Катчук — 05:34 (Р. Томас) Сэм Стил (бол.) — 06:01 (Т. Рэддиш, Дж. Кайру) Дрейк Батерсон — 12:52 (Дж. Гаджович, В. Мете) Тейлор Рэддиш — 32:47 (Б. Катчук) | 1:0 2:0 2:1 3:1 3:2 4:2 | 12:19 — Алекси Хепониеми (Ю. Вялимяки) 27:31 — Хенри Йокихарью (бол.) (Э. Толванен, О. Койвула) |                      | Судьи: Артур Кулёв Мануэль Николич Линейные судьи: Йон Килиан Иржи Ондрачек |
| |                         |                                                                                                 |                      | Судьи: Артур Кулёв Мануэль Николич Линейные судьи: Йон Килиан Иржи Ондрачек |
| |                         |                                                                                                 |                      | Судьи: Артур Кулёв Мануэль Николич Линейные судьи: Йон Килиан Иржи Ондрачек |
| |                         |                                                                                                 |                      | Судьи: Артур Кулёв Мануэль Николич Линейные судьи: Йон Килиан Иржи Ондрачек |
| 12 мин | Штраф                   | 9 мин                                                                                           |                      | Судьи: Артур Кулёв Мануэль Николич Линейные судьи: Йон Килиан Иржи Ондрачек |
| |                         |                                                                                                 |                      |                                                                             |
| | 32                      | Броски                                                                                          | 31                   |                                                                             |

| 26 декабря 2017 20:00 | Дания | 0:9 (0:5, 0:2, 0:2) | США | Кибэнк-центр Зрителей: 7202 |

| Отчёт  | Отчёт                                                | Отчёт | Отчёт       | Отчёт                                                                       |
| ------ | ---------------------------------------------------- | --- | ----------- | --------------------------------------------------------------------------- |
|        |                                                      | |             |                                                                             |
|        | Каспер Крог — 00:00-40:00 Эмиль Гансёэ — 40:00-60:00 | Вратари | Джозеф Уолл | Судьи: Гордон Шукис Робин Шир Линейные судьи: Петер Шефчик Александр Сысуев |
|        | Голы:                                                | |             | Судьи: Гордон Шукис Робин Шир Линейные судьи: Петер Шефчик Александр Сысуев |
|        | 0:1 0:2 0:3 0:4 0:5 0:6 0:7 0:8 0:9                  | 02:27 — Макс Джонс (Э. Пик, Дж. Норрис) 05:04 — Киффер Беллоуз (бол.) (Л. Браун) 08:26 — Кейси Миттельштадт (К.Хьюз, М. Андерсон) 11:35 — Кайлер Ямамото (Б. Ткачук, К. Хьюз) 18:48 — Кейси Миттельштадт (П. Харпер, Р. Тафти) 24:08 — Киффер Беллоуз (бул.) 39:31 — Патрик Харпер (А. Фокс) 52:30 — Эндрю Пик (бол.) (М. Джонс) 53:23 — Дилан Сэмберг (С. Перунович, Дж. Норрис) |             | Судьи: Гордон Шукис Робин Шир Линейные судьи: Петер Шефчик Александр Сысуев |
|        |                                                      | |             | Судьи: Гордон Шукис Робин Шир Линейные судьи: Петер Шефчик Александр Сысуев |
|        |                                                      | |             | Судьи: Гордон Шукис Робин Шир Линейные судьи: Петер Шефчик Александр Сысуев |
|        |                                                      | |             | Судьи: Гордон Шукис Робин Шир Линейные судьи: Петер Шефчик Александр Сысуев |
| 10 мин | Штраф                                                | 6 мин |             | Судьи: Гордон Шукис Робин Шир Линейные судьи: Петер Шефчик Александр Сысуев |
|        |                                                      | |             |                                                                             |
|        | 17                                                   | Броски | 36          |                                                                             |

| 27 декабря 2017 19:00 | Словакия | 0:6 (0:1, 0:3, 0:2) | Канада | Кибэнк-центр Зрителей: 7834 |

| Отчёт  | Отчёт                   | Отчёт | Отчёт        | Отчёт                                                                     |
| ------ | ----------------------- | --- | ------------ | ------------------------------------------------------------------------- |
|        |                         | |              |                                                                           |
|        | Давид Гренак            | Вратари | Колтон Пойнт | Судьи: Джереми Тафтс Марк Виганд Линейные судьи: Уильм Хэнкок Рене Йенсен |
|        | Голы:                   | |              | Судьи: Джереми Тафтс Марк Виганд Линейные судьи: Уильм Хэнкок Рене Йенсен |
|        | 0:1 0:2 0:3 0:4 0:5 0:6 | 03:39 — Сэм Стил (К. Макар, Дж. Кайру) 21:24 — Джордан Кайру (бол.) (В. Мете, Д. Дюбе) 25:43 — Джона Гаджович (К. Макар) 30:33 — Тейлор Рэддиш (бол.) (Дж. Кайру, С. Стил) 55:58 — Макс Комтуа 58:30 — Джона Гаджович (бол.) (К. Тимминс, М. Маклауд) |              | Судьи: Джереми Тафтс Марк Виганд Линейные судьи: Уильм Хэнкок Рене Йенсен |
|        |                         | |              | Судьи: Джереми Тафтс Марк Виганд Линейные судьи: Уильм Хэнкок Рене Йенсен |
|        |                         | |              | Судьи: Джереми Тафтс Марк Виганд Линейные судьи: Уильм Хэнкок Рене Йенсен |
|        |                         | |              | Судьи: Джереми Тафтс Марк Виганд Линейные судьи: Уильм Хэнкок Рене Йенсен |
| 12 мин | Штраф                   | 4 мин |              | Судьи: Джереми Тафтс Марк Виганд Линейные судьи: Уильм Хэнкок Рене Йенсен |
|        |                         | |              |                                                                           |
|        | 20                      | Броски | 52           |                                                                           |

| 28 декабря 2017 12:00 | Финляндия | 4:1 (2:0, 2:1, 0:0) | Дания | Кибэнк-центр Зрителей: 5026 |

| Отчёт | Отчёт                | Отчёт                                                 | Отчёт       | Отчёт                                                                           |
| --- | -------------------- | ----------------------------------------------------- | ----------- | ------------------------------------------------------------------------------- |
| |                      |                                                       |             |                                                                                 |
| | Укко-Пекка Луукконен | Вратари                                               | Каспер Крог | Судьи: Андрис Ансонс Александр Гарон Линейные судьи: Франко Кастелли Йон Килиан |
| | Голы:                |                                                       |             | Судьи: Андрис Ансонс Александр Гарон Линейные судьи: Франко Кастелли Йон Килиан |
| Йоона Коппанен — 02:49 (Ю. Вялимяки, М. Хейсканен) Аапели Рясянен — 06:56 (Э. Толванен, Х. Йокихарью) Юусо Вялимяки — 35:38 (М. Хейсканен, К. Весалайнен) Хенри Йокихарью — 37:44 (О. Койвула, Й. Иконен) | 1:0 2 :0 2:1 3:1 4:1 | 21:38 — Николай Краг (бол.) (Й. Рёндбьерг, М. Сетков) |             | Судьи: Андрис Ансонс Александр Гарон Линейные судьи: Франко Кастелли Йон Килиан |
| |                      |                                                       |             | Судьи: Андрис Ансонс Александр Гарон Линейные судьи: Франко Кастелли Йон Килиан |
| |                      |                                                       |             | Судьи: Андрис Ансонс Александр Гарон Линейные судьи: Франко Кастелли Йон Килиан |
| |                      |                                                       |             | Судьи: Андрис Ансонс Александр Гарон Линейные судьи: Франко Кастелли Йон Килиан |
| 2 мин | Штраф                | 14 мин                                                |             | Судьи: Андрис Ансонс Александр Гарон Линейные судьи: Франко Кастелли Йон Килиан |
| |                      |                                                       |             |                                                                                 |
| | 62                   | Броски                                                | 7           |                                                                                 |

| 28 декабря 2017 20:00 | США | 2:3 (0:0, 1:1, 1:2) | Словакия | Кибэнк-центр Зрителей: 8188 |

| Отчёт                                                                     | Отчёт             | Отчёт                                                                                     | Отчёт       | Отчёт                                                                               |
| ------------------------------------------------------------------------- | ----------------- | ----------------------------------------------------------------------------------------- | ----------- | ----------------------------------------------------------------------------------- |
|                                                                           |                   |                                                                                           |             |                                                                                     |
|                                                                           | Джозеф Уолл       | Вратари                                                                                   | Роман Дурны | Судьи: Артур Кулёв Микаэль Шёквист Линейные судьи: Маркус Хегестрём Эмиль Юлетуйнен |
|                                                                           | Голы:             |                                                                                           |             | Судьи: Артур Кулёв Микаэль Шёквист Линейные судьи: Маркус Хегестрём Эмиль Юлетуйнен |
| Брэди Ткачук — 31:07 (Р. Пилинг, Дж. Андерсон) Кейси Миттельштадт — 56:49 | 0:1 :1 1:2 :2 2:3 | 24:52 — Филип Кривошик (С. Бучек) 55:12 — Филип Кривошик (С. Бучек) 57:52 — Самуэль Бучек |             | Судьи: Артур Кулёв Микаэль Шёквист Линейные судьи: Маркус Хегестрём Эмиль Юлетуйнен |
|                                                                           |                   |                                                                                           |             | Судьи: Артур Кулёв Микаэль Шёквист Линейные судьи: Маркус Хегестрём Эмиль Юлетуйнен |
|                                                                           |                   |                                                                                           |             | Судьи: Артур Кулёв Микаэль Шёквист Линейные судьи: Маркус Хегестрём Эмиль Юлетуйнен |
|                                                                           |                   |                                                                                           |             | Судьи: Артур Кулёв Микаэль Шёквист Линейные судьи: Маркус Хегестрём Эмиль Юлетуйнен |
| 2 мин                                                                     | Штраф             | 4 мин                                                                                     |             | Судьи: Артур Кулёв Микаэль Шёквист Линейные судьи: Маркус Хегестрём Эмиль Юлетуйнен |
|                                                                           |                   |                                                                                           |             |                                                                                     |
|                                                                           | 45                | Броски                                                                                    | 25          |                                                                                     |

| 29 декабря 2017 15:00 | Канада | 3:4 (Б) (2:0, 1:1, 0:2, 0:0, 0:1) | США | Нью Эра Филд Зрителей: 44 592 |

| Отчёт | Отчёт                       | Отчёт | Отчёт           | Отчёт                                                                             |
| --- | --------------------------- | --- | --------------- | --------------------------------------------------------------------------------- |
| |                             | |                 |                                                                                   |
| | Картер Харт                 | Вратари | Джейк Оттинджер | Судьи: Микко Каукокари Марк Виганд Линейные судьи: Иржи Ондрачек Александр Сысуев |
| | Голы:                       | |                 | Судьи: Микко Каукокари Марк Виганд Линейные судьи: Иржи Ондрачек Александр Сысуев |
| Кейл Макар (бол.) — 04:13 (Р. Томас) Диллиан Дюбе (бол.) — 15:17 (С. Стил) Роберт Томас — 37:39 (Дж. Бин) | 1:0 2:0 2:1 3:1 3:2 3:3 3:4 | 36:27 — Киффер Беллоуз (бол.) (К. Миттельштадт, Дж. Оттинджер) 46:09 — Скотт Перунович (бол.) (К. Миттельштадт) 46:43 — Брэди Ткачук (К. Миттельштадт) 65:00 — Киффер Беллоуз (поб. бул.) |                 | Судьи: Микко Каукокари Марк Виганд Линейные судьи: Иржи Ондрачек Александр Сысуев |
| | Буллиты:                    | |                 | Судьи: Микко Каукокари Марк Виганд Линейные судьи: Иржи Ондрачек Александр Сысуев |
| С. Стил Р. Томас Т. Рэддиш Д. Батерсон                                                                    |                             | К. Беллоуз Б. Ткачук К. Миттельштадт |                 | Судьи: Микко Каукокари Марк Виганд Линейные судьи: Иржи Ондрачек Александр Сысуев |
| |                             | |                 | Судьи: Микко Каукокари Марк Виганд Линейные судьи: Иржи Ондрачек Александр Сысуев |
| 12 мин | Штраф                       | 6 мин |                 | Судьи: Микко Каукокари Марк Виганд Линейные судьи: Иржи Ондрачек Александр Сысуев |
| |                             | |                 |                                                                                   |
| | 22                          | Броски | 36              |                                                                                   |

| 30 декабря 2017 16:00 | Финляндия | 5:2 (0:0, 2:1, 3:1) | Словакия | Кибэнк-центр Зрителей: 6229 |

| Отчёт | Отчёт                       | Отчёт                                                                                     | Отчёт       | Отчёт                                                                           |
| --- | --------------------------- | ----------------------------------------------------------------------------------------- | ----------- | ------------------------------------------------------------------------------- |
| |                             |                                                                                           |             |                                                                                 |
| | Укко-Пекка Луукконен        | Вратари                                                                                   | Роман Дурны | Судьи: Гордон Шукис Стефен Томсон Линейные судьи: Дастин Маккрэнк Иржи Ондрачек |
| | Голы:                       |                                                                                           |             | Судьи: Гордон Шукис Стефен Томсон Линейные судьи: Дастин Маккрэнк Иржи Ондрачек |
| Йоона Коппанен — 27:45 (М. Нурми, Ю. Яаскя) Аапели Рясянен (бол.) — 39:02 (О. Юолеви, Э. Толванен) Алекси Хепониеми — 46:23 (Я. Куокканен) Йони Иконен — 52:36 Маркус Нурми — 54:01 (Й. Коппанен) | 1:0 1:1 2:1 3:1 3:2 4:2 5:2 | 34:14 — Мартин Бодак (А. Тамаши, М. Иван) 49:03 — Самуэль Бучек (Ф. Кривошик, А. Ружичка) |             | Судьи: Гордон Шукис Стефен Томсон Линейные судьи: Дастин Маккрэнк Иржи Ондрачек |
| |                             |                                                                                           |             | Судьи: Гордон Шукис Стефен Томсон Линейные судьи: Дастин Маккрэнк Иржи Ондрачек |
| |                             |                                                                                           |             | Судьи: Гордон Шукис Стефен Томсон Линейные судьи: Дастин Маккрэнк Иржи Ондрачек |
| |                             |                                                                                           |             | Судьи: Гордон Шукис Стефен Томсон Линейные судьи: Дастин Маккрэнк Иржи Ондрачек |
| 8 мин | Штраф                       | 8 мин                                                                                     |             | Судьи: Гордон Шукис Стефен Томсон Линейные судьи: Дастин Маккрэнк Иржи Ондрачек |
| |                             |                                                                                           |             |                                                                                 |
| | 39                          | Броски                                                                                    | 26          |                                                                                 |

| 30 декабря 2017 20:00 | Дания | 0:8 (0:3, 0:2, 0:3) | Канада | Кибэнк-центр Зрителей: 8671 |

| Отчёт | Отчёт                           | Отчёт | Отчёт       | Отчёт                                                                               |
| ----- | ------------------------------- | --- | ----------- | ----------------------------------------------------------------------------------- |
|       |                                 | |             |                                                                                     |
|       | Эмиль Грансёэ                   | Вратари | Картер Харт | Судьи: Мануэль Николич Микаэль Шёквист Линейные судьи: Петер Шефчик Эмиль Юлетуйнен |
|       | Голы:                           | |             | Судьи: Мануэль Николич Микаэль Шёквист Линейные судьи: Петер Шефчик Эмиль Юлетуйнен |
|       | 0:1 0:2 0:3 0:4 0:5 0:6 0:7 0:8 | 03:52 — Роберт Томас (Т. Рэддиш, Б. Катчук) 17:21 — Бретт Хауден (М. Комута, К. Фут) 19:39 — Сэм Стил (К. Клэйг, Дж. Кайру) 27:52 — Кейл Макар (бол.) (Дж. Бин) 29:20 — Бретт Хауден (К. Фут, А. Форментон) 43:30 — Алекс Форментон (К. Тимминс) 49:03 — Майкл Маклауд 52:26 — Дрейк Батерсон (бол.) (К. Фут, М. Маклауд) |             | Судьи: Мануэль Николич Микаэль Шёквист Линейные судьи: Петер Шефчик Эмиль Юлетуйнен |
|       |                                 | |             | Судьи: Мануэль Николич Микаэль Шёквист Линейные судьи: Петер Шефчик Эмиль Юлетуйнен |
|       |                                 | |             | Судьи: Мануэль Николич Микаэль Шёквист Линейные судьи: Петер Шефчик Эмиль Юлетуйнен |
|       |                                 | |             | Судьи: Мануэль Николич Микаэль Шёквист Линейные судьи: Петер Шефчик Эмиль Юлетуйнен |
| 8 мин | Штраф                           | 4 мин |             | Судьи: Мануэль Николич Микаэль Шёквист Линейные судьи: Петер Шефчик Эмиль Юлетуйнен |
|       |                                 | |             |                                                                                     |
|       | 18                              | Броски | 44          |                                                                                     |

| 31 декабря 2017 16:00 | США | 5:4 (2:0, 2:2, 1:2) | Финляндия | Кибэнк-центр Зрителей: 7884 |

| Отчёт | Отчёт                               | Отчёт | Отчёт               | Отчёт                                                                     |
| --- | ----------------------------------- | --- | ------------------- | ------------------------------------------------------------------------- |
| |                                     | |                     |                                                                           |
| | Джозеф Уолл                         | Вратари | Укко-Пекка Лукконен | Судьи: Александр Гарон Робин Шир Линейные судьи: Рене Йенсен Петер Шефчик |
| | Голы:                               | |                     | Судьи: Александр Гарон Робин Шир Линейные судьи: Рене Йенсен Петер Шефчик |
| Трент Фредерик — 03:59 (Р. Тафти, К. Ямамото) Кейси Миттельштадт — 14:33 (Б. Ткачук) Джоуи Андерсон (бол.) — 26:56 (Б. Ткачук, А. Фокс) Джоуи Андерсон (бол.) — 39:26 (А. Фокс, К. Миттельштадт) Адам Фокс — 58:23 (К. Миттельштадт, Б. Ткачук) | 1:0 2:0 3:0 3:1 3:2 4:2 4:3 4:4 5:4 | 29:01 — Аапели Рясянен (Э. Толванен) 38:44 — Ээли Толванен (бол.) (Х. Йокихарью, К. Весалайнен) 48:25 — Йоона Коппанен (мен.) (М. Нурми, У. Вааканайнен) 49:31 — Кристиан Весалайнен (О. Юолеви, Ю. Вялимяки) |                     | Судьи: Александр Гарон Робин Шир Линейные судьи: Рене Йенсен Петер Шефчик |
| |                                     | |                     | Судьи: Александр Гарон Робин Шир Линейные судьи: Рене Йенсен Петер Шефчик |
| |                                     | |                     | Судьи: Александр Гарон Робин Шир Линейные судьи: Рене Йенсен Петер Шефчик |
| |                                     | |                     | Судьи: Александр Гарон Робин Шир Линейные судьи: Рене Йенсен Петер Шефчик |
| 8 мин | Штраф                               | 10 мин |                     | Судьи: Александр Гарон Робин Шир Линейные судьи: Рене Йенсен Петер Шефчик |
| |                                     | |                     |                                                                           |
| | 37                                  | Броски | 24                  |                                                                           |

| 31 декабря 2017 18:00 | Словакия | 5:1 (1:1, 2:0, 2:0) | Дания | Харбор-центр Зрителей: 1419 |

| Отчёт | Отчёт                  | Отчёт                                                   | Отчёт       | Отчёт                                                                               |
| --- | ---------------------- | ------------------------------------------------------- | ----------- | ----------------------------------------------------------------------------------- |
| |                        |                                                         |             |                                                                                     |
| | Роман Дурны            | Вратари                                                 | Каспер Крог | Судьи: Джереми Тафтс Андрис Ансонс Линейные судьи: Франко Кастелли Александр Сысуев |
| | Голы:                  |                                                         |             | Судьи: Джереми Тафтс Андрис Ансонс Линейные судьи: Франко Кастелли Александр Сысуев |
| Милош Роман — 11:42 (А. Тамаши) Мартин Фегервары — 29:38 (А. Ружичка, С. Бучек) Милош Роман (мен.) — 34:38 Самуэль Бучек — 44:06 (М. Фегервары) Адам Лишка — 45:22 (П. Кундрик, С. Соленски) | 0:1 :1 2:1 3:1 4:1 5:1 | 04:46 — Йоахим Блихфельд (бол.) (Н. Краг, Й. Рёндбьерг) |             | Судьи: Джереми Тафтс Андрис Ансонс Линейные судьи: Франко Кастелли Александр Сысуев |
| |                        |                                                         |             | Судьи: Джереми Тафтс Андрис Ансонс Линейные судьи: Франко Кастелли Александр Сысуев |
| |                        |                                                         |             | Судьи: Джереми Тафтс Андрис Ансонс Линейные судьи: Франко Кастелли Александр Сысуев |
| |                        |                                                         |             | Судьи: Джереми Тафтс Андрис Ансонс Линейные судьи: Франко Кастелли Александр Сысуев |
| 12 мин | Штраф                  | 10 мин                                                  |             | Судьи: Джереми Тафтс Андрис Ансонс Линейные судьи: Франко Кастелли Александр Сысуев |
| |                        |                                                         |             |                                                                                     |
| | 40                     | Броски                                                  | 31          |                                                                                     |

### Группа B
| М | Сборная   | И | В | ВО | ПО | П | ШЗ | ШП | РШ  | О  |
| - | --------- | - | - | -- | -- | - | -- | -- | --- | -- |
| 1 | Швеция    | 4 | 3 | 1  | 0  | 0 | 20 | 7  | +13 | 11 |
| 2 | Чехия     | 4 | 3 | 0  | 0  | 1 | 18 | 15 | +3  | 9  |
| 3 | Россия    | 4 | 2 | 0  | 1  | 1 | 17 | 13 | +4  | 7  |
| 4 | Швейцария | 4 | 1 | 0  | 0  | 3 | 10 | 20 | -10 | 3  |
| 5 | Беларусь  | 4 | 0 | 0  | 0  | 4 | 10 | 20 | -10 | 0  |

Время местное (UTC-5).
| 26 декабря 2017 12:00 | Чехия | 5:4 (2:2, 2:0, 1:2) | Россия | Кибэнк-центр Зрителей: 4998 |

| Отчёт | Отчёт                               | Отчёт | Отчёт                                                                       | Отчёт                                                                                  |
| --- | ----------------------------------- | --- | --------------------------------------------------------------------------- | -------------------------------------------------------------------------------------- |
| |                                     | |                                                                             |                                                                                        |
| | Йозеф Корженарж — 00:00-60:00       | Вратари | 00:00-40:00 — Алексей Мельничук 59:02-60:00 40:00-58:26 — Владислав Сухачёв | Судьи: Андрис Ансонс Александр Гарон Линейные судьи: Франко Кастелли Маркус Хегерстрём |
| | Голы:                               | |                                                                             | Судьи: Андрис Ансонс Александр Гарон Линейные судьи: Франко Кастелли Маркус Хегерстрём |
| Мартин Нечас (бол.) — 04:42 (М. Каунт, Ф. Задина) Остап Сафин — 07:28 (Ф. Хытил, Л. Гайек) Филип Задина (бол.) — 25:34 (М. Каунт, М. Нечас) Филип Хытил — 37:26 (О. Сафин, М. Захар) Филип Крал — 46:16 (М. Каунт, Я. Галвас) | 1:0 1:1 2:1 2:2 3:2 4:2 5:2 5:3 5:4 | 05:21 — Алексей Полодян (А. Алтыбармакян, Е. Зайцев) 07:28 — Марсель Шолохов (К. Костин, В. Сёмин) 57:48 — Артур Каюмов (А. Манукян, Г. Рубцов) 59:02 — Владислав Сёмин (А. Каюмов, Г. Рубцов) |                                                                             | Судьи: Андрис Ансонс Александр Гарон Линейные судьи: Франко Кастелли Маркус Хегерстрём |
| |                                     | |                                                                             | Судьи: Андрис Ансонс Александр Гарон Линейные судьи: Франко Кастелли Маркус Хегерстрём |
| |                                     | |                                                                             | Судьи: Андрис Ансонс Александр Гарон Линейные судьи: Франко Кастелли Маркус Хегерстрём |
| |                                     | |                                                                             | Судьи: Андрис Ансонс Александр Гарон Линейные судьи: Франко Кастелли Маркус Хегерстрём |
| 14 мин | Штраф                               | 6 мин |                                                                             | Судьи: Андрис Ансонс Александр Гарон Линейные судьи: Франко Кастелли Маркус Хегерстрём |
| |                                     | |                                                                             |                                                                                        |
| | 24                                  | Броски | 38                                                                          |                                                                                        |

| 26 декабря 2017 14:00 | Беларусь | 1:6 (1:1, 0:3, 0:2) | Швеция | Харбор-центр Зрителей: 1754 |

| Отчёт                          | Отчёт                      | Отчёт | Отчёт            | Отчёт                                                                          |
| ------------------------------ | -------------------------- | --- | ---------------- | ------------------------------------------------------------------------------ |
|                                |                            | |                  |                                                                                |
|                                | Андрей Грищенко            | Вратари | Филип Густавссон | Судьи: Янкоб Грумсен Микко Каукокари Линейные судьи: Уильям Хэнкок Рене Йенсен |
|                                | Голы:                      | |                  | Судьи: Янкоб Грумсен Микко Каукокари Линейные судьи: Уильям Хэнкок Рене Йенсен |
| Егор Шарангович (мен.) — 14:56 | 0:1 :1 1:2 1:3 1:4 1:5 1:6 | 08:44 — Элиас Петтерссон (бол.) (Р. Далин) 30:57 — Эрик Бреннстрём (А. Нюландер, О. Стин) 32:33 — Гленн Густафссон (Г. Линдстрём, Й. Селльгрен) 34:18 — Йеспер Боквист (Э. Бреннстрём, Ф. Карлстрём) 42:17 — Лиас Андерссон (бол.) (А. Нюландер, Э. Петтерссон) 51:07 — Лиас Андерссон (Р. Далин, Ф. Карлстрём) |                  | Судьи: Янкоб Грумсен Микко Каукокари Линейные судьи: Уильям Хэнкок Рене Йенсен |
|                                |                            | |                  | Судьи: Янкоб Грумсен Микко Каукокари Линейные судьи: Уильям Хэнкок Рене Йенсен |
|                                |                            | |                  | Судьи: Янкоб Грумсен Микко Каукокари Линейные судьи: Уильям Хэнкок Рене Йенсен |
|                                |                            | |                  | Судьи: Янкоб Грумсен Микко Каукокари Линейные судьи: Уильям Хэнкок Рене Йенсен |
| 16 мин                         | Штраф                      | 8 мин |                  | Судьи: Янкоб Грумсен Микко Каукокари Линейные судьи: Уильям Хэнкок Рене Йенсен |
|                                |                            | |                  |                                                                                |
|                                | 9                          | Броски | 36               |                                                                                |

| 27 декабря 2017 15:00 | Швейцария | 3:2 (1:1, 0:0, 2:1) | Беларусь | Кибэнк-центр Зрителей: 5224 |

| Отчёт | Отчёт              | Отчёт                                                                                                 | Отчёт           | Отчёт                                                                                 |
| --- | ------------------ | --- | --------------- | ------------------------------------------------------------------------------------- |
| |                    | |                 |                                                                                       |
| | Филип Вютрих       | Вратари                                                                                               | Андрей Грищенко | Судьи: Микаэль Шёквист Стивен Томпсон Линейные судьи: Дастин Маккрэнк Эмиль Юлетуйнен |
| | Голы:              | |                 | Судьи: Микаэль Шёквист Стивен Томпсон Линейные судьи: Дастин Маккрэнк Эмиль Юлетуйнен |
| Николас Мюллер — 08:07 Валентин Нуссбаумер — 48:12 (С. Лойенбергер) Филипп Курашев — 51:16 (Г. Майяр, М. Миранда) | 1:0 1:1 1:2 :2 3:2 | 18:34 — Максим Сушко (В. Мартынюк, В. Габрусь) 44:25 — Виктор Бовбель (бол.) (И. Литвинов, М. Сушков) |                 | Судьи: Микаэль Шёквист Стивен Томпсон Линейные судьи: Дастин Маккрэнк Эмиль Юлетуйнен |
| |                    | |                 | Судьи: Микаэль Шёквист Стивен Томпсон Линейные судьи: Дастин Маккрэнк Эмиль Юлетуйнен |
| |                    | |                 | Судьи: Микаэль Шёквист Стивен Томпсон Линейные судьи: Дастин Маккрэнк Эмиль Юлетуйнен |
| |                    | |                 | Судьи: Микаэль Шёквист Стивен Томпсон Линейные судьи: Дастин Маккрэнк Эмиль Юлетуйнен |
| 4 мин | Штраф              | 2 мин                                                                                                 |                 | Судьи: Микаэль Шёквист Стивен Томпсон Линейные судьи: Дастин Маккрэнк Эмиль Юлетуйнен |
| |                    | |                 |                                                                                       |
| | 39                 | Броски                                                                                                | 29              |                                                                                       |

| 28 декабря 2017 14:00 | Россия | 5:2 (1:0, 1:1, 3:1) | Швейцария | Харбор-центр Зрителей: 1895 |

| Отчёт | Отчёт                       | Отчёт                                                                                | Отчёт        | Отчёт                                                                         |
| --- | --------------------------- | ------------------------------------------------------------------------------------ | ------------ | ----------------------------------------------------------------------------- |
| |                             |                                                                                      |              |                                                                               |
| | Владислав Сукачёв           | Вратари                                                                              | Филип Вютрих | Судьи: Янкоб Грумсен Джереми Тафтс Линейные судьи: Иржи Ондрачек Петер Шефчик |
| | Голы:                       |                                                                                      |              | Судьи: Янкоб Грумсен Джереми Тафтс Линейные судьи: Иржи Ондрачек Петер Шефчик |
| Владислав Сёмин (бол.) — 10:21 (Д. Соколов) Клим Костин — 38:16 (А. Свечников, В. Сёмин) Артур Каюмов — 51:02 (К. Костин) Георгий Иванов — 58:18 (А. Свечников) Виталий Абрамов (п.в.) — 58:31 (Д. Соколов) | 1:0 1:1 2:1 2:2 3:2 4:2 5:2 | 20:09 — Марко Миранда (Ф. Курашев, Г. Майяр) 42:10 — Кен Егер (А. Хайм, Дж. Зигрист) |              | Судьи: Янкоб Грумсен Джереми Тафтс Линейные судьи: Иржи Ондрачек Петер Шефчик |
| |                             |                                                                                      |              | Судьи: Янкоб Грумсен Джереми Тафтс Линейные судьи: Иржи Ондрачек Петер Шефчик |
| |                             |                                                                                      |              | Судьи: Янкоб Грумсен Джереми Тафтс Линейные судьи: Иржи Ондрачек Петер Шефчик |
| |                             |                                                                                      |              | Судьи: Янкоб Грумсен Джереми Тафтс Линейные судьи: Иржи Ондрачек Петер Шефчик |
| 6 мин | Штраф                       | 8 мин                                                                                |              | Судьи: Янкоб Грумсен Джереми Тафтс Линейные судьи: Иржи Ондрачек Петер Шефчик |
| |                             |                                                                                      |              |                                                                               |
| | 37                          | Броски                                                                               | 13           |                                                                               |

| 28 декабря 2017 16:00 | Швеция | 3:1 (2:0, 0:1, 1:0) | Чехия | Кибэнк-центр Зрителей: 6890 |

| Отчёт | Отчёт            | Отчёт                                            | Отчёт       | Отчёт                                                                             |
| --- | ---------------- | ------------------------------------------------ | ----------- | --------------------------------------------------------------------------------- |
| |                  |                                                  |             |                                                                                   |
| | Филип Густавссон | Вратари                                          | Якуб Шкарек | Судьи: Стефен Томсон Марк Виганд Линейные судьи: Дастин Маккрэнк Александр Сысуев |
| | Голы:            |                                                  |             | Судьи: Стефен Томсон Марк Виганд Линейные судьи: Дастин Маккрэнк Александр Сысуев |
| Маркус Давидссон — 05:56 (А. Юнссон Фьелльбрю, Г. Густафссон) Элиас Петтерссон (бол.) — 19:04 (А. Нюландер, Р. Далин) Александр Нюландер (бол.) — 44:25 (Р. Далин) | 1:0 2:0 2:1 3:1  | 39:02 — Филип Задина (бол.) (М. Нечас, Л. Гайек) |             | Судьи: Стефен Томсон Марк Виганд Линейные судьи: Дастин Маккрэнк Александр Сысуев |
| |                  |                                                  |             | Судьи: Стефен Томсон Марк Виганд Линейные судьи: Дастин Маккрэнк Александр Сысуев |
| |                  |                                                  |             | Судьи: Стефен Томсон Марк Виганд Линейные судьи: Дастин Маккрэнк Александр Сысуев |
| |                  |                                                  |             | Судьи: Стефен Томсон Марк Виганд Линейные судьи: Дастин Маккрэнк Александр Сысуев |
| 10 мин | Штраф            | 8 мин                                            |             | Судьи: Стефен Томсон Марк Виганд Линейные судьи: Дастин Маккрэнк Александр Сысуев |
| |                  |                                                  |             |                                                                                   |
| | 35               | Броски                                           | 25          |                                                                                   |

| 29 декабря 2017 12:00 | Беларусь | 2:5 (0:2, 0:1, 2:2) | Россия | Харбор-центр Зрителей: 1841 |

| Отчёт                                                                 | Отчёт                       | Отчёт | Отчёт             | Отчёт                                                                        |
| --------------------------------------------------------------------- | --------------------------- | --- | ----------------- | ---------------------------------------------------------------------------- |
|                                                                       |                             | |                   |                                                                              |
|                                                                       | Андрей Грищенко             | Вратари | Владислав Сухачёв | Судьи: Мануэль Николич Гордон Шукис Линейные судьи: Уильям Хэнкок Йон Килиан |
|                                                                       | Голы:                       | |                   | Судьи: Мануэль Николич Гордон Шукис Линейные судьи: Уильям Хэнкок Йон Килиан |
| Дмитрий Дерябин — 42:03 (С. Пищук) Сергей Пищук — 50:43 (И. Мартынов) | 0:1 0:2 0:3 1:3 1:4 1:5 2:5 | 10:14 — Алексей Полодян (Н. Макеев, М. Мальцев) 12:44 — Герман Рубцов (А. Манукян, А. Минулин) 23:33 — Клим Костин (А. Свечников) 44:21 — Артур Каюмов 48:12 — Клим Костин (А. Свечников, Г. Иванов) |                   | Судьи: Мануэль Николич Гордон Шукис Линейные судьи: Уильям Хэнкок Йон Килиан |
|                                                                       |                             | |                   | Судьи: Мануэль Николич Гордон Шукис Линейные судьи: Уильям Хэнкок Йон Килиан |
|                                                                       |                             | |                   | Судьи: Мануэль Николич Гордон Шукис Линейные судьи: Уильям Хэнкок Йон Килиан |
|                                                                       |                             | |                   | Судьи: Мануэль Николич Гордон Шукис Линейные судьи: Уильям Хэнкок Йон Килиан |
| 6 мин                                                                 | Штраф                       | 10 мин |                   | Судьи: Мануэль Николич Гордон Шукис Линейные судьи: Уильям Хэнкок Йон Килиан |
|                                                                       |                             | |                   |                                                                              |
|                                                                       | 19                          | Броски | 40                |                                                                              |

| 30 декабря 2017 12:00 | Чехия | 6:5 (0:1, 5:2, 1:2) | Беларусь | Харбор-центр Зрителей: 5222 |

| Отчёт | Отчёт                                                   | Отчёт | Отчёт                                                     | Отчёт                                                                        |
| --- | ------------------------------------------------------- | --- | --------------------------------------------------------- | ---------------------------------------------------------------------------- |
| |                                                         | |                                                           |                                                                              |
| | Йозеф Корженарж — 00:00-20:48 Якуб Шкарек — 20:48-60:00 | Вратари | 00:00-35:26 — Андрей Грищенко 35:26-60:00 — Дмитрий Родик | Судьи: Янкоб Грумсен Артур Кулёв Линейные судьи: Франко Кастелли Рене Йенсен |
| | Голы:                                                   | |                                                           | Судьи: Янкоб Грумсен Артур Кулёв Линейные судьи: Франко Кастелли Рене Йенсен |
| Родован Павлик — 21:29 Филип Задина — 21:53 (М. Нечас) Филип Задина (бол.) — 25:58 (А. Михнач, М. Каут) Филип Хытил — 32:45 (М. Захар, Л. Гайек) Родован Павлик — 35:26 (Ф. Хытил) Марек Захар — 53:23 (В. Бутик) | 0:1 0:2 1:2 2:2 3:2 4:2 5:2 5:3 5:4 6:4 6:5             | 08:31 — Егор Шарангович (бол.) (В. Ерёменко) 20:48 — Иван Дроздов (М. Сушко) 38:45 — Егор Шарангович (бол.) (М. Сушко, В. Бовбель) 50:27 — Игорь Мартынов (бол.) (И. Дроздов, В. Ерёменко) 54:52 — Владислав Габрусь |                                                           | Судьи: Янкоб Грумсен Артур Кулёв Линейные судьи: Франко Кастелли Рене Йенсен |
| |                                                         | |                                                           | Судьи: Янкоб Грумсен Артур Кулёв Линейные судьи: Франко Кастелли Рене Йенсен |
| |                                                         | |                                                           | Судьи: Янкоб Грумсен Артур Кулёв Линейные судьи: Франко Кастелли Рене Йенсен |
| |                                                         | |                                                           | Судьи: Янкоб Грумсен Артур Кулёв Линейные судьи: Франко Кастелли Рене Йенсен |
| 41 мин | Штраф                                                   | 4 мин |                                                           | Судьи: Янкоб Грумсен Артур Кулёв Линейные судьи: Франко Кастелли Рене Йенсен |
| |                                                         | |                                                           |                                                                              |
| | 39                                                      | Броски | 21                                                        |                                                                              |

| 30 декабря 2017 14:00 | Швеция | 7:2 (1:1, 2:1, 4:0) | Швейцария | Харбор-центр Зрителей: 2115 |

| Отчёт | Отчёт                               | Отчёт                                               | Отчёт      | Отчёт                                                                         |
| --- | ----------------------------------- | --------------------------------------------------- | ---------- | ----------------------------------------------------------------------------- |
| |                                     |                                                     |            |                                                                               |
| | Филип Ларссон                       | Вратари                                             | Маттео Риц | Судьи: Андрис Ансонс Робин Шир Линейные судьи: Маркус Хегестрём Уильям Хэнкок |
| | Голы:                               |                                                     |            | Судьи: Андрис Ансонс Робин Шир Линейные судьи: Маркус Хегестрём Уильям Хэнкок |
| Лиас Андерссон (бол.) — 05:05 (А. Нюландер, Р. Далин) Лиас Андерссон — 26:07 Аксель Юнссон Фьелльбрю (мен.) — 32:27 Элиас Петтерссон — 44:55 Тим Сёдерлунд — 50:01 Фабиан Зеттерлунд — 51:42 Элиас Петтерссон — 52:17 (А. Андерссон, Р. Далин) | 1:0 1:1 2:1 3:1 3:2 4:2 5:2 6:2 7:2 | 10:13 — Николас Мюллер 39:14 — Марко Миранда (бол.) |            | Судьи: Андрис Ансонс Робин Шир Линейные судьи: Маркус Хегестрём Уильям Хэнкок |
| |                                     |                                                     |            | Судьи: Андрис Ансонс Робин Шир Линейные судьи: Маркус Хегестрём Уильям Хэнкок |
| |                                     |                                                     |            | Судьи: Андрис Ансонс Робин Шир Линейные судьи: Маркус Хегестрём Уильям Хэнкок |
| |                                     |                                                     |            | Судьи: Андрис Ансонс Робин Шир Линейные судьи: Маркус Хегестрём Уильям Хэнкок |
| 6 мин | Штраф                               | 8 мин                                               |            | Судьи: Андрис Ансонс Робин Шир Линейные судьи: Маркус Хегестрём Уильям Хэнкок |
| |                                     |                                                     |            |                                                                               |
| | 42                                  | Броски                                              | 22         |                                                                               |

| 31 декабря 2017 12:00 | Швейцария | 3:6 (1:2, 2:2, 0:2) | Чехия | Кибэнк-центр Зрителей: 5548 |

| Отчёт | Отчёт                              | Отчёт | Отчёт                                                   | Отчёт                                                                             |
| --- | ---------------------------------- | --- | ------------------------------------------------------- | --------------------------------------------------------------------------------- |
| |                                    | |                                                         |                                                                                   |
| | Филип Вютрих                       | Вратари | 00:00-23:55 — Якуб Шкарек 23:55-60:00 — Йозеф Корженарж | Судьи: Микко Каукокари Микаэль Шёквист Линейные судьи: Йон Килиан Эмиль Юлетуйнен |
| | Голы:                              | |                                                         | Судьи: Микко Каукокари Микаэль Шёквист Линейные судьи: Йон Килиан Эмиль Юлетуйнен |
| Кен Егер — 02:51 (М. Миранда, Ф. Курашев) Дарио Рорбах — 22:20 Элиа Рива (бол.) — 23:55 (С. Ле Культр, А. Хайм) | 0:1 :1 1:2 1:3 2:3 3:3 3:4 3:5 3:6 | 02:38 — Якуб Луако (Л. Гайек, В. Будик) 11:07 — Мартин Нечас (бол.) (М. Каут, Л. Гайек) 22:11 — Кристиан Райхель (Р. Павлик) 28:38 — Мартин Каут (бол.) (А. Михнач, М. Нечас) 47:46 — Даниэль Куровски (П. Кодытек) 57:40 — Кристиан Райхель (Д. Куровски) |                                                         | Судьи: Микко Каукокари Микаэль Шёквист Линейные судьи: Йон Килиан Эмиль Юлетуйнен |
| |                                    | |                                                         | Судьи: Микко Каукокари Микаэль Шёквист Линейные судьи: Йон Килиан Эмиль Юлетуйнен |
| |                                    | |                                                         | Судьи: Микко Каукокари Микаэль Шёквист Линейные судьи: Йон Килиан Эмиль Юлетуйнен |
| |                                    | |                                                         | Судьи: Микко Каукокари Микаэль Шёквист Линейные судьи: Йон Килиан Эмиль Юлетуйнен |
| 4 мин | Штраф                              | 8 мин |                                                         | Судьи: Микко Каукокари Микаэль Шёквист Линейные судьи: Йон Килиан Эмиль Юлетуйнен |
| |                                    | |                                                         |                                                                                   |
| | 31                                 | Броски | 60                                                      |                                                                                   |

| 31 декабря 2017 20:00 | Россия | 3:4 (Б) (2:2, 0:0, 1:1, 0:1) | Швеция | Кибэнк-центр Зрителей: 6121 |

| Отчёт | Отчёт                    | Отчёт | Отчёт            | Отчёт                                                                              |
| --- | ------------------------ | --- | ---------------- | ---------------------------------------------------------------------------------- |
| |                          | |                  |                                                                                    |
| | Владислав Сухачёв        | Вратари | Филип Густавссон | Судьи: Гордон Шукис Стивен Томсон Линейные судьи: Маркус Хегестрём Дастин Маккрэнк |
| | Голы:                    | |                  | Судьи: Гордон Шукис Стивен Томсон Линейные судьи: Маркус Хегестрём Дастин Маккрэнк |
| Дмитрий Соколов — 15:09 (М. Мальцев, А. Полодян) Клим Костин — 18:18 (Г. Иванов, А. Свечников) Алексей Полодян — 56:15 (А. Шепелев, Г. Иванов) | 0:1 :1 1:2 :2 2:3 :3 3:4 | 07:18 — Лиас Андерссон (Т. Лильегрен, А. Нюландер) 17:32 — Тимоти Лильегрен (Т. Сёдерлунд, Л. Линдстрём) 54:21 — Гленн Густафссон (А. Юнссон Фьелльбрю, М. Давидссон) 65:00 — Оскар Стин (поб. бул.) |                  | Судьи: Гордон Шукис Стивен Томсон Линейные судьи: Маркус Хегестрём Дастин Маккрэнк |
| |                          | |                  | Судьи: Гордон Шукис Стивен Томсон Линейные судьи: Маркус Хегестрём Дастин Маккрэнк |
| |                          | |                  | Судьи: Гордон Шукис Стивен Томсон Линейные судьи: Маркус Хегестрём Дастин Маккрэнк |
| |                          | |                  | Судьи: Гордон Шукис Стивен Томсон Линейные судьи: Маркус Хегестрём Дастин Маккрэнк |
| 12 мин | Штраф                    | 8 мин |                  | Судьи: Гордон Шукис Стивен Томсон Линейные судьи: Маркус Хегестрём Дастин Маккрэнк |
| |                          | |                  |                                                                                    |
| | 31                       | Броски | 42               |                                                                                    |

## Утешительный раунд
Время местное (UTC-5).
| 2 января 2018 12:00 | Беларусь | 4:5 (0:2, 2:0, 2:3) | Дания | Харбор-центр Зрителей: 1245 |

| Отчёт | Отчёт                               | Отчёт | Отчёт       | Отчёт                                                                            |
| --- | ----------------------------------- | --- | ----------- | -------------------------------------------------------------------------------- |
| |                                     | |             |                                                                                  |
| | Андрей Грищенко                     | Вратари | Каспер Крог | Судьи: Гордон Шукис Марк Виганд Линейные судьи: Франко Кастелли Маркус Хегестрём |
| | Голы:                               | |             | Судьи: Гордон Шукис Марк Виганд Линейные судьи: Франко Кастелли Маркус Хегестрём |
| Илья Литвинов (мен.) — 21:01 Владислав Ерёменко (бол.) — 29:13 (М. Сушко, Е. Шарангович) Иван Дроздов (мен.) — 41:44 Игорь Мартынов (бол.) — 48:30 (М. Сушко, Е. Шарангович) | 0:1 0:2 1:2 2:2 3:2 4:2 4:3 4:4 4:5 | 15:56 — Йонас Рёндбьерг (бол.) (Й. Блихфельд) 16:48 — Филип Шульц (Д. Мадсен, А. Грундтвиг) 49:04 — Йоахим Блихфельд (Й. Рёндбьерг, Я. Йессен) 59:26 — Йоахим Блихфельд (М. Сетков) 59:45 — Андреас Грундтвиг (Й. Рёндбьерг, Й. Могенсен) |             | Судьи: Гордон Шукис Марк Виганд Линейные судьи: Франко Кастелли Маркус Хегестрём |
| |                                     | |             | Судьи: Гордон Шукис Марк Виганд Линейные судьи: Франко Кастелли Маркус Хегестрём |
| |                                     | |             | Судьи: Гордон Шукис Марк Виганд Линейные судьи: Франко Кастелли Маркус Хегестрём |
| |                                     | |             | Судьи: Гордон Шукис Марк Виганд Линейные судьи: Франко Кастелли Маркус Хегестрём |
| 20 мин | Штраф                               | 14 мин |             | Судьи: Гордон Шукис Марк Виганд Линейные судьи: Франко Кастелли Маркус Хегестрём |
| |                                     | |             |                                                                                  |
| | 28                                  | Броски | 29          |                                                                                  |

| 4 января 2018 12:00 | Дания | 3:2 (Б) (2:0, 0:0, 0:2, 1:0) | Беларусь | Кибэнк-центр Зрителей: 4295 |

| Отчёт | Отчёт               | Отчёт                                                                                         | Отчёт                                                     | Отчёт                                                                              |
| --- | ------------------- | --------------------------------------------------------------------------------------------- | --------------------------------------------------------- | ---------------------------------------------------------------------------------- |
| |                     |                                                                                               |                                                           |                                                                                    |
| | Каспер Крог         | Вратари                                                                                       | 00:00-12:23 — Андрей Грищенко 12:23-70:00 — Дмитрий Родик | Судьи: Андрис Ансонс Александр Гарон Линейные судьи: Уильям Хэнкок Эмиль Юлетуйнен |
| | Голы:               |                                                                                               |                                                           | Судьи: Андрис Ансонс Александр Гарон Линейные судьи: Уильям Хэнкок Эмиль Юлетуйнен |
| Даниэль Нильсен — 10:47 (Й. Блихфельд, Й. Рёндбьерг) Йонас Рёндбьерг — 12:23 (Й. Блихфельд, Я. Шмидт-Свейструп) Якоб Шмидт-Свейструп (поб. бул.) — 70:00 | 1:0 2:0 2:1 2:2 3:2 | 48:54 — Максим Сушко (бол.) (В. Ерёменко) 49:40 — Илья Литвинов (бол.) (В. Бовбель, М. Сушко) |                                                           | Судьи: Андрис Ансонс Александр Гарон Линейные судьи: Уильям Хэнкок Эмиль Юлетуйнен |
| |                     |                                                                                               |                                                           | Судьи: Андрис Ансонс Александр Гарон Линейные судьи: Уильям Хэнкок Эмиль Юлетуйнен |
| |                     |                                                                                               |                                                           | Судьи: Андрис Ансонс Александр Гарон Линейные судьи: Уильям Хэнкок Эмиль Юлетуйнен |
| |                     |                                                                                               |                                                           | Судьи: Андрис Ансонс Александр Гарон Линейные судьи: Уильям Хэнкок Эмиль Юлетуйнен |
| 10 мин | Штраф               | 33 мин                                                                                        |                                                           | Судьи: Андрис Ансонс Александр Гарон Линейные судьи: Уильям Хэнкок Эмиль Юлетуйнен |
| |                     |                                                                                               |                                                           |                                                                                    |
| | 28                  | Броски                                                                                        | 30                                                        |                                                                                    |

## Плей-офф
|  | Четвертьфиналы | Четвертьфиналы | Четвертьфиналы | Четвертьфиналы | Четвертьфиналы | Четвертьфиналы | Четвертьфиналы | Четвертьфиналы | Четвертьфиналы | Четвертьфиналы |        |        | Полуфиналы | Полуфиналы | Полуфиналы | Полуфиналы        | Полуфиналы        | Полуфиналы        | Полуфиналы        | Полуфиналы        | Полуфиналы        | Полуфиналы        |                   |                   | Финал             | Финал  | Финал  | Финал  | Финал  | Финал  | Финал  | Финал | Финал | Финал |
|  |                |                |                |                |                |                |                |                |                |                |        |        |            |            |            |                   |                   |                   |                   |                   |                   |                   |                   |                   |                   |        |        |        |        |        |        |       |       |       |
|  | A1             | Канада         | Канада         | Канада         | Канада         | Канада         | Канада         | Канада         | Канада         | 8              |        |        |            |            |            |                   |                   |                   |                   |                   |                   |                   |                   |                   |                   |        |        |        |        |        |        |       |       |       |
|  | A1             | Канада         | Канада         | Канада         | Канада         | Канада         | Канада         | Канада         | Канада         | 8              |        |        |            |            |            |                   |                   |                   |                   |                   |                   |                   |                   |                   |                   |        |        |        |        |        |        |       |       |       |
|  | B4             | Швейцария      | Швейцария      | Швейцария      | Швейцария      | Швейцария      | Швейцария      | Швейцария      | Швейцария      | 2              |        |        |            |            |            |                   |                   |                   |                   |                   |                   |                   |                   |                   |                   |        |        |        |        |        |        |       |       |       |
|  | B4             | Швейцария      | Швейцария      | Швейцария      | Швейцария      | Швейцария      | Швейцария      | Швейцария      | Швейцария      | 2              | A1     | Канада | Канада     | Канада     | Канада     | Канада            | Канада            | Канада            | Канада            | 7                 |                   |                   |                   |                   |                   |        |        |        |        |        |        |       |       |       |
|  |                |                |                |                |                |                |                |                |                |                | A1     | Канада | Канада     | Канада     | Канада     | Канада            | Канада            | Канада            | Канада            | 7                 |                   |                   |                   |                   |                   |        |        |        |        |        |        |       |       |       |
|  |                |                | B2             | Чехия          | Чехия          | Чехия          | Чехия          | Чехия          | Чехия          | Чехия          | Чехия  | 2      |            |            |            |                   |                   |                   |                   |                   |                   |                   |                   |                   |                   |        |        |        |        |        |        |       |       |       |
|  | B2             | Чехия          | Чехия          | Чехия          | Чехия          | Чехия          | Чехия          | Чехия          | Чехия          | Чехия          | Чехия  | 2      | 4          |            |            |                   |                   |                   |                   |                   |                   |                   |                   |                   |                   |        |        |        |        |        |        |       |       |       |
|  | B2             | Чехия          | Чехия          | Чехия          | Чехия          | Чехия          | Чехия          | Чехия          | Чехия          |                |        |        | 4          |            |            |                   |                   |                   |                   |                   |                   |                   |                   |                   |                   |        |        |        |        |        |        |       |       |       |
|  | A3             | Финляндия      | Финляндия      | Финляндия      | Финляндия      | Финляндия      | Финляндия      | Финляндия      | Финляндия      | 3              |        |        |            |            |            |                   |                   |                   |                   |                   |                   |                   |                   |                   |                   |        |        |        |        |        |        |       |       |       |
|  | A3             | Финляндия      | Финляндия      | Финляндия      | Финляндия      | Финляндия      | Финляндия      | Финляндия      | Финляндия      | 3              |        |        |            |            |            |                   |                   |                   |                   |                   |                   |                   | A1                | Канада            | Канада            | Канада | Канада | Канада | Канада | Канада | Канада | 3     |       |       |
|  |                |                |                |                |                |                |                |                |                |                |        |        |            |            |            |                   |                   |                   |                   |                   |                   |                   | A1                | Канада            | Канада            | Канада | Канада | Канада | Канада | Канада | Канада | 3     |       |       |
|  |                |                | B1             | Швеция         | Швеция         | Швеция         | Швеция         | Швеция         | Швеция         | Швеция         | Швеция | 1      |            |            |            |                   |                   |                   |                   |                   |                   |                   |                   |                   |                   |        |        |        |        |        |        |       |       |       |
|  | B1             | Швеция         | Швеция         | Швеция         | Швеция         | Швеция         | Швеция         | Швеция         | Швеция         | Швеция         | Швеция | 1      | 3          |            |            |                   |                   |                   |                   |                   |                   |                   |                   |                   |                   |        |        |        |        |        |        |       |       |       |
|  | B1             | Швеция         | Швеция         | Швеция         | Швеция         | Швеция         | Швеция         | Швеция         | Швеция         |                |        |        | 3          |            |            |                   |                   |                   |                   |                   |                   |                   |                   |                   |                   |        |        |        |        |        |        |       |       |       |
|  | A4             | Словакия       | Словакия       | Словакия       | Словакия       | Словакия       | Словакия       | Словакия       | Словакия       | 2              |        |        |            |            |            |                   |                   |                   |                   |                   |                   |                   |                   |                   |                   |        |        |        |        |        |        |       |       |       |
|  | A4             | Словакия       | Словакия       | Словакия       | Словакия       | Словакия       | Словакия       | Словакия       | Словакия       | 2              | B1     | Швеция | Швеция     | Швеция     | Швеция     | Швеция            | Швеция            | Швеция            | Швеция            | 4                 |                   |                   |                   |                   |                   |        |        |        |        |        |        |       |       |       |
|  |                |                |                |                |                |                |                |                |                |                | B1     | Швеция | Швеция     | Швеция     | Швеция     | Швеция            | Швеция            | Швеция            | Швеция            | 4                 |                   |                   |                   |                   |                   |        |        |        |        |        |        |       |       |       |
|  |                |                | A2             | США            | США            | США            | США            | США            | США            | США            | США    | 2      |            |            |            |                   |                   |                   |                   |                   |                   |                   |                   |                   |                   |        |        |        |        |        |        |       |       |       |
|  | A2             | США            | США            | США            | США            | США            | США            | США            | США            | США            | США    | 2      | 4          |            |            | Матч за 3-е место | Матч за 3-е место | Матч за 3-е место | Матч за 3-е место | Матч за 3-е место | Матч за 3-е место | Матч за 3-е место | Матч за 3-е место | Матч за 3-е место | Матч за 3-е место |        |        |        |        |        |        |       |       |       |
|  | A2             | США            | США            | США            | США            | США            | США            | США            | США            |                |        |        | 4          |            |            | Матч за 3-е место | Матч за 3-е место | Матч за 3-е место | Матч за 3-е место | Матч за 3-е место | Матч за 3-е место | Матч за 3-е место | Матч за 3-е место | Матч за 3-е место | Матч за 3-е место |        |        |        |        |        |        |       |       |       |
|  | B3             | Россия         | Россия         | Россия         | Россия         | Россия         | Россия         | Россия         | Россия         | 2              |        |        |            |            |            |                   |                   |                   |                   |                   |                   |                   |                   |                   |                   |        |        |        |        |        |        |       |       |       |
|  | B3             | Россия         | Россия         | Россия         | Россия         | Россия         | Россия         | Россия         | Россия         | 2              |        |        |            |            |            |                   |                   |                   |                   |                   |                   |                   |                   |                   |                   |        |        |        |        |        |        |       |       |       |
|  |                |                |                |                |                |                |                |                |                |                |        |        |            |            |            |                   |                   |                   |                   |                   |                   |                   |                   |                   | B2                | Чехия  | Чехия  | Чехия  | Чехия  | Чехия  | Чехия  | Чехия | Чехия | 3     |
|  |                |                |                |                |                |                |                |                |                |                |        |        |            |            |            |                   |                   |                   |                   |                   |                   |                   |                   |                   | B2                | Чехия  | Чехия  | Чехия  | Чехия  | Чехия  | Чехия  | Чехия | Чехия | 3     |
|  |                |                |                |                |                |                |                |                |                |                |        |        |            |            |            |                   |                   |                   |                   |                   |                   |                   |                   |                   | A2                | США    | США    | США    | США    | США    | США    | США   | США   | 9     |
|  |                |                |                |                |                |                |                |                |                |                |        |        |            |            |            |                   |                   |                   |                   |                   |                   |                   |                   |                   | A2                | США    | США    | США    | США    | США    | США    | США   | США   | 9     |

### Четвертьфинал
Время местное (UTC-5).
| 2 января 2018 12:00 | Чехия | 4:3 (Б) (1:0, 1:2, 1:1, 0:0, 1:0) | Финляндия | Кибэнк-центр Зрителей: 5109 |

| Отчёт | Отчёт                     | Отчёт | Отчёт                | Отчёт                                                                         |
| --- | ------------------------- | --- | -------------------- | ----------------------------------------------------------------------------- |
| |                           | |                      |                                                                               |
| | Йозеф Корженарж           | Вратари | Укко-Пекка Луукконен | Судьи: Стефен Томсон Джереми Тафтс Линейные судьи: Йон Килиан Эмиль Юлетуйнен |
| | Голы:                     | |                      | Судьи: Стефен Томсон Джереми Тафтс Линейные судьи: Йон Килиан Эмиль Юлетуйнен |
| Филип Задина (бол.) — 06:20 (М. Нечас, Л. Гайек) Кристиан Райхель — 34:17 (Р. Павлик, В. Будик) Филип Задина — 57:34 (Я. Галвас, М. Нечас) Мартин Нечас (поб. бул.) — 70:00 | 1:0 1:1 1:2 :2 2:3 :3 4:3 | 23:04 — Аапели Рясянен (бол.) (К. Весалайнен, О. Юолеви) 29:53 — Олли Юолеви (К. Весалайнен, Я. Куокканен) 46:30 — Кристиан Весалайнен (Э. Толванен) |                      | Судьи: Стефен Томсон Джереми Тафтс Линейные судьи: Йон Килиан Эмиль Юлетуйнен |
| |                           | |                      | Судьи: Стефен Томсон Джереми Тафтс Линейные судьи: Йон Килиан Эмиль Юлетуйнен |
| |                           | |                      | Судьи: Стефен Томсон Джереми Тафтс Линейные судьи: Йон Килиан Эмиль Юлетуйнен |
| |                           | |                      | Судьи: Стефен Томсон Джереми Тафтс Линейные судьи: Йон Килиан Эмиль Юлетуйнен |
| 8 мин | Штраф                     | 4 мин |                      | Судьи: Стефен Томсон Джереми Тафтс Линейные судьи: Йон Килиан Эмиль Юлетуйнен |
| |                           | |                      |                                                                               |
| | 30                        | Броски | 54                   |                                                                               |

| 2 января 2018 16:00 | Канада | 8:2 (3:0, 3:1, 2:1) | Швейцария | Кибэнк-центр Зрителей: 5533 |

| Отчёт | Отчёт                                    | Отчёт                                                                                | Отчёт                                               | Отчёт                                                                            |
| --- | ---------------------------------------- | ------------------------------------------------------------------------------------ | --------------------------------------------------- | -------------------------------------------------------------------------------- |
| |                                          |                                                                                      |                                                     |                                                                                  |
| | Картер Харт                              | Вратари                                                                              | 00:00-27:24 — Филип Вютрих 27:24-60:00 — Маттео Риц | Судьи: Якоб Грумсен Микаэль Шёквист Линейные судьи: Рене Йенсен Александр Сысуев |
| | Голы:                                    |                                                                                      |                                                     | Судьи: Якоб Грумсен Микаэль Шёквист Линейные судьи: Рене Йенсен Александр Сысуев |
| Бретт Хауден — 00:48 (М. Комтуа, К. Макар) Кейл Макар — 08:29 (К. Тимминс, М. Комтуа) Дрейк Батерсон (бол.) — 12:06 (Б. Катчук, Р. Томас) Дрейк Батерсон — 26:12 (Б. Хауден) Джордан Кайру — 27:24 (С. Стил) Коннор Тимминс — 32:19 (Т. Стинберген, Б. Хауден) Диллон Дюбе (бол.) — 51:12 (Дж. Кайру, Т. Рэддиш) Макс Комтуа — 59:09 (Б. Хауден) | 1:0 2:0 3:0 4:0 5:0 5:1 6:1 6:2 7:2 8 :2 | 28:46 — Дарио Рорбах (Г. Майяр, С. Ле Культр) 50:26 — Аксель Симич (мен.) (Г. Майяр) |                                                     | Судьи: Якоб Грумсен Микаэль Шёквист Линейные судьи: Рене Йенсен Александр Сысуев |
| |                                          |                                                                                      |                                                     | Судьи: Якоб Грумсен Микаэль Шёквист Линейные судьи: Рене Йенсен Александр Сысуев |
| |                                          |                                                                                      |                                                     | Судьи: Якоб Грумсен Микаэль Шёквист Линейные судьи: Рене Йенсен Александр Сысуев |
| |                                          |                                                                                      |                                                     | Судьи: Якоб Грумсен Микаэль Шёквист Линейные судьи: Рене Йенсен Александр Сысуев |
| 6 мин | Штраф                                    | 8 мин                                                                                |                                                     | Судьи: Якоб Грумсен Микаэль Шёквист Линейные судьи: Рене Йенсен Александр Сысуев |
| |                                          |                                                                                      |                                                     |                                                                                  |
| | 60                                       | Броски                                                                               | 15                                                  |                                                                                  |

| 2 января 2018 18:00 | Швеция | 3:2 (0:0, 2:1, 1:1) | Словакия | Харбор-центр Зрителей: 1445 |

| Отчёт | Отчёт               | Отчёт                                                                             | Отчёт       | Отчёт                                                                               |
| --- | ------------------- | --------------------------------------------------------------------------------- | ----------- | ----------------------------------------------------------------------------------- |
| |                     |                                                                                   |             |                                                                                     |
| | Филип Густавссон    | Вратари                                                                           | Роман Дурны | Судьи: Александре Гарон Мануэль Николич Линейные судьи: Уильям Хэнкок Иржи Ондрачек |
| | Голы:               |                                                                                   |             | Судьи: Александре Гарон Мануэль Николич Линейные судьи: Уильям Хэнкок Иржи Ондрачек |
| Исак Лундстрём — 20:09 (Т. Сёдерлунд) Фабиан Зеттерлунд — 26:55 Исак Лундстрём — 50:17 (Т. Сёдерлунд, О. Стин) | 1:0 2:0 2:1 3:1 3:2 | 37:41 — Мартин Бодак (бол.) (В. Чахо, С. Бучек) 51:58 — Мартин Бодак (М. Келемен) |             | Судьи: Александре Гарон Мануэль Николич Линейные судьи: Уильям Хэнкок Иржи Ондрачек |
| |                     |                                                                                   |             | Судьи: Александре Гарон Мануэль Николич Линейные судьи: Уильям Хэнкок Иржи Ондрачек |
| |                     |                                                                                   |             | Судьи: Александре Гарон Мануэль Николич Линейные судьи: Уильям Хэнкок Иржи Ондрачек |
| |                     |                                                                                   |             | Судьи: Александре Гарон Мануэль Николич Линейные судьи: Уильям Хэнкок Иржи Ондрачек |
| 10 мин | Штраф               | 4 мин                                                                             |             | Судьи: Александре Гарон Мануэль Николич Линейные судьи: Уильям Хэнкок Иржи Ондрачек |
| |                     |                                                                                   |             |                                                                                     |
| | 39                  | Броски                                                                            | 22          |                                                                                     |

| 2 января 2018 20:00 | США | 4:2 (2:1, 0:0, 2:1) | Россия | Кибэнк-центр Зрителей: 6242 |

| Отчёт | Отчёт                   | Отчёт                                                                                       | Отчёт             | Отчёт                                                                         |
| --- | ----------------------- | ------------------------------------------------------------------------------------------- | ----------------- | ----------------------------------------------------------------------------- |
| |                         |                                                                                             |                   |                                                                               |
| | Джозеф Уолл             | Вратари                                                                                     | Владислав Сухачёв | Судьи: Микко Каукокари Робин Шир Линейные судьи: Дастин Маккрэнк Питер Шефчик |
| | Голы:                   |                                                                                             |                   | Судьи: Микко Каукокари Робин Шир Линейные судьи: Дастин Маккрэнк Питер Шефчик |
| Киффер Беллоуз (бол.) — 02:18 (Б. Ткачук, А. Фокс) Кайлер Ямамото — 14:34 (К. Миттельштадт, Д. Сэмберг) Киффер Беллоуз — 52:31 (Д. Сэмберг) Джоуи Андерсон (п.в.) — 59:18 (Р. Пилинг, Р. Линдгрен) | 1:0 1:1 2:1 2:2 3:2 4:2 | 10:32 — Марсель Шолохов (К. Костин, А. Елизаров) 43:39 — Андрей Алтыбармакян (Д. Саморуков) |                   | Судьи: Микко Каукокари Робин Шир Линейные судьи: Дастин Маккрэнк Питер Шефчик |
| |                         |                                                                                             |                   | Судьи: Микко Каукокари Робин Шир Линейные судьи: Дастин Маккрэнк Питер Шефчик |
| |                         |                                                                                             |                   | Судьи: Микко Каукокари Робин Шир Линейные судьи: Дастин Маккрэнк Питер Шефчик |
| |                         |                                                                                             |                   | Судьи: Микко Каукокари Робин Шир Линейные судьи: Дастин Маккрэнк Питер Шефчик |
| 8 мин | Штраф                   | 33 мин                                                                                      |                   | Судьи: Микко Каукокари Робин Шир Линейные судьи: Дастин Маккрэнк Питер Шефчик |
| |                         |                                                                                             |                   |                                                                               |
| | 43                      | Броски                                                                                      | 29                |                                                                               |

### Полуфинал
Время местное (UTC-5).
| 4 января 2018 16:00 | Швеция | 4:2 (0:0, 1:0, 3:2) | США | Кибэнк-центр Зрителей: 7524 |

| Отчёт | Отчёт                   | Отчёт                                                                          | Отчёт                                                   | Отчёт                                                                       |
| --- | ----------------------- | ------------------------------------------------------------------------------ | ------------------------------------------------------- | --------------------------------------------------------------------------- |
| |                         |                                                                                |                                                         |                                                                             |
| | Филип Густавссон        | Вратари                                                                        | 00:00-48:25 — Джозеф Уолл 48:25-60:00 — Джейк Оттинджер | Судьи: Мануэль Николич Марк Виганд Линейные судьи: Рене Йенсен Петер Шефчик |
| | Голы:                   |                                                                                |                                                         | Судьи: Мануэль Николич Марк Виганд Линейные судьи: Рене Йенсен Петер Шефчик |
| Элиас Петтерссон (бол.) — 33:30 (А. Нюландер, Л. Линдстрём) Лиас Андерссон — 46:17 (Ф. Карльстрём) Оскар Стин (мен.) — 47:47 Аксель Юнссон Фьелльбрю (мен.) — 48:25 (М. Давидссон) | 1:0 2:0 3:0 4:0 4:1 4:2 | 52:24 — Киффер Беллоуз (бол.) (К. Ямамото) 56:59 — Брэди Ткачук (Дж. Андерсон) |                                                         | Судьи: Мануэль Николич Марк Виганд Линейные судьи: Рене Йенсен Петер Шефчик |
| |                         |                                                                                |                                                         | Судьи: Мануэль Николич Марк Виганд Линейные судьи: Рене Йенсен Петер Шефчик |
| |                         |                                                                                |                                                         | Судьи: Мануэль Николич Марк Виганд Линейные судьи: Рене Йенсен Петер Шефчик |
| |                         |                                                                                |                                                         | Судьи: Мануэль Николич Марк Виганд Линейные судьи: Рене Йенсен Петер Шефчик |
| 16 мин | Штраф                   | 8 мин                                                                          |                                                         | Судьи: Мануэль Николич Марк Виганд Линейные судьи: Рене Йенсен Петер Шефчик |
| |                         |                                                                                |                                                         |                                                                             |
| | 20                      | Броски                                                                         | 31                                                      |                                                                             |

| 4 января 2018 20:00 | Канада | 7:2 (2:1, 4:0, 1:1) | Чехия | Кибэнк-центр Зрителей: 6941 |

| Отчёт | Отчёт                              | Отчёт                                                                      | Отчёт                                                   | Отчёт                                                                         |
| --- | ---------------------------------- | -------------------------------------------------------------------------- | ------------------------------------------------------- | ----------------------------------------------------------------------------- |
| |                                    |                                                                            |                                                         |                                                                               |
| | Картер Харт                        | Вратари                                                                    | 00:00-36:58 — Йозеф Корженарж 36:58-60:00 — Якуб Шкарек | Судьи: Гордон Шукис Джереми Тафтс Линейные судьи: Маркус Хегестрём Йон Килиан |
| | Голы:                              |                                                                            |                                                         | Судьи: Гордон Шукис Джереми Тафтс Линейные судьи: Маркус Хегестрём Йон Килиан |
| Сэм Стил (бол.) — 15:15 (К. Клаг, Дж. Кайру) Дрейк Батерсон (бол.) — 18:08 (К. Макар, Р. Томас) Дрейк Батерсон (бол.) — 27:48 (К. Макар, Дж. Бин) Макс Комтуа — 29:43 (Б. Хауден, А. Форментон) Джордан Кайру — 32:15 (С. Стил, Д. Дюбе) Дрейк Батерсон — 36:58 (М. Маклауд) Борис Катчук — 45:15 (Р. Томас) | 0:1 :1 2:1 3:1 4:1 5:1 6:1 7:1 7:2 | 05:55 — Филип Задина (М. Нечас, А. Михнач) 50:11 — Филип Задина (В. Будик) |                                                         | Судьи: Гордон Шукис Джереми Тафтс Линейные судьи: Маркус Хегестрём Йон Килиан |
| |                                    |                                                                            |                                                         | Судьи: Гордон Шукис Джереми Тафтс Линейные судьи: Маркус Хегестрём Йон Килиан |
| |                                    |                                                                            |                                                         | Судьи: Гордон Шукис Джереми Тафтс Линейные судьи: Маркус Хегестрём Йон Килиан |
| |                                    |                                                                            |                                                         | Судьи: Гордон Шукис Джереми Тафтс Линейные судьи: Маркус Хегестрём Йон Килиан |
| 10 мин | Штраф                              | 8 мин                                                                      |                                                         | Судьи: Гордон Шукис Джереми Тафтс Линейные судьи: Маркус Хегестрём Йон Килиан |
| |                                    |                                                                            |                                                         |                                                                               |
| | 39                                 | Броски                                                                     | 20                                                      |                                                                               |

### Матч за 3-е место
Время местное (UTC-5).
| 5 января 2018 16:00 | Чехия | 3:9 (0:1, 0:6, 3:2) | США | Кибэнк-центр Зрителей: 7122 |

| Отчёт | Отчёт                                                               | Отчёт | Отчёт                                                       | Отчёт                                                                          |
| --- | ------------------------------------------------------------------- | --- | ----------------------------------------------------------- | ------------------------------------------------------------------------------ |
| |                                                                     | |                                                             |                                                                                |
| | Йозеф Корженарж — 00:00-24:18 40:00-60:00 Якуб Шкарек — 24:18-40:00 | Вратари | 00:00-56:41 — Джейк Оттинджер 56:41-60:00 — Джереми Суэйман | Судьи: Гордон Шукис Микаэль Шёквист Линейные судьи: Йон Килиан Дастин Маккрэнк |
| | Голы:                                                               | |                                                             | Судьи: Гордон Шукис Микаэль Шёквист Линейные судьи: Йон Килиан Дастин Маккрэнк |
| Мартин Каут (бол.) — 40:43 (Л. Гайек, М. Нечас) Родован Павлик — 42:11 (П. Кодытек, О. Вала) Даниэль Куровски — 47:45 (П. Кодытек, Р. Павлик) | 0:1 0:2 0:3 0:4 0:5 0:6 0:7 1:7 2:7 2:8 3:8 3:9                     | 19:56 — Трент Фредерик (мен.) 20:09 — Райан Пилинг (мен.) (Дж. Андерсон, С. Перунович) 24:18 — Джоуи Андерсон (Б. Ткачук, К. Миттельштадт) 25:52 — Трент Фредерик (К. Хьюз, Р. Тафти) 27:23 — Киффер Беллоуз (бул.) 32:55 — Трент Фредерик 39:01 — Киффер Беллоуз (Дж. Норрис) 45:41 — Трент Фредерик (бол.) (К. Беллоуз, П. Харпер) 57:10 — Патрик Харпер (Д. Сэмберг) |                                                             | Судьи: Гордон Шукис Микаэль Шёквист Линейные судьи: Йон Килиан Дастин Маккрэнк |
| |                                                                     | |                                                             | Судьи: Гордон Шукис Микаэль Шёквист Линейные судьи: Йон Килиан Дастин Маккрэнк |
| |                                                                     | |                                                             | Судьи: Гордон Шукис Микаэль Шёквист Линейные судьи: Йон Килиан Дастин Маккрэнк |
| |                                                                     | |                                                             | Судьи: Гордон Шукис Микаэль Шёквист Линейные судьи: Йон Килиан Дастин Маккрэнк |
| 4 мин | Штраф                                                               | 8 мин |                                                             | Судьи: Гордон Шукис Микаэль Шёквист Линейные судьи: Йон Килиан Дастин Маккрэнк |
| |                                                                     | |                                                             |                                                                                |
| | 35                                                                  | Броски | 39                                                          |                                                                                |

### Финал
Время местное (UTC-5).
| 5 января 2018 20:00 | Швеция | 1:3 (0:0; 1:1; 0:2) | Канада | Кибэнк-центр Зрителей: 17 544 |

| Отчёт                                                      | Отчёт            | Отчёт | Отчёт       | Отчёт                                                                       |
| ---------------------------------------------------------- | ---------------- | --- | ----------- | --------------------------------------------------------------------------- |
|                                                            |                  | |             |                                                                             |
|                                                            | Филип Густавссон | Вратари | Картер Харт | Судьи: Микко Каукокари Робин Шир Линейные судьи: Иржи Ондрачек Петер Шефчик |
|                                                            | Голы:            | |             | Судьи: Микко Каукокари Робин Шир Линейные судьи: Иржи Ондрачек Петер Шефчик |
| Тим Сёдерлунд (мен.) — 33:07 (Л. Линдстрём, Э. Бреннстрём) | 0:1 :1 1:2 1:3   | 21:49 — Диллон Дюбе (Дж. Кайру, С. Стил) 58:20 — Тайлер Стинберген (К. Тимминс) 58:46 — Алекс Форментон (п.в.) (В. Мете) |             | Судьи: Микко Каукокари Робин Шир Линейные судьи: Иржи Ондрачек Петер Шефчик |
|                                                            |                  | |             | Судьи: Микко Каукокари Робин Шир Линейные судьи: Иржи Ондрачек Петер Шефчик |
|                                                            |                  | |             | Судьи: Микко Каукокари Робин Шир Линейные судьи: Иржи Ондрачек Петер Шефчик |
|                                                            |                  | |             | Судьи: Микко Каукокари Робин Шир Линейные судьи: Иржи Ондрачек Петер Шефчик |
| 22 мин                                                     | Штраф            | 2 мин |             | Судьи: Микко Каукокари Робин Шир Линейные судьи: Иржи Ондрачек Петер Шефчик |
|                                                            |                  | |             |                                                                             |
|                                                            | 36               | Броски | 28          |                                                                             |

#### Видео
| Швеция — Канада |

## Рейтинг и статистика

### Итоговое положение команд
| 1   | Канада    |
| 2   | Швеция    |
| 3   | США       |
| 4.  | Чехия     |
| 5.  | Россия    |
| 6.  | Финляндия |
| 7.  | Словакия  |
| 8.  | Швейцария |
| 9.  | Дания     |
| 10. | Беларусь  |

| Чемпион мира по хоккею с шайбой среди молодёжных команд 2018 |
| Канада 17-й титул                                            |

### Лучшие бомбардиры
| Игрок              | И | Г | П | О  | Штр | +/− |
| ------------------ | - | - | - | -- | --- | --- |
| Кейси Миттельштадт | 7 | 4 | 7 | 11 | 2   | +8  |
| Мартин Нечас       | 7 | 3 | 8 | 11 | 0   | -5  |
| Киффер Беллоуз     | 7 | 9 | 1 | 10 | 4   | +2  |
| Джордан Кайру      | 7 | 3 | 7 | 10 | 0   | +2  |
| Сэм Стил           | 7 | 4 | 5 | 9  | 0   | +3  |
| Брэди Ткачук       | 7 | 3 | 6 | 9  | 2   | +6  |
| Филип Задина       | 7 | 7 | 1 | 8  | 2   | -4  |
| Клим Костин        | 5 | 5 | 3 | 8  | 2   | +7  |
| Кейл Макар         | 7 | 3 | 5 | 8  | 0   | +5  |
| Максим Сушко       | 6 | 2 | 6 | 8  | 4   | -1  |

Примечание: И = Количество проведённых игр; Г = Голы; П = Голевые передачи; О = Очки; Штр = Штрафное время; +/− = Плюс-минус
По данным: IIHF.com

### Лучшие вратари
В списке вратари, сыгравшие не менее 40 % от всего игрового времени их сборной.
| Игрок             | ВП     | ПШ | КН   | %ОБ   | И"0" |
| ----------------- | ------ | -- | ---- | ----- | ---- |
| Картер Харт       | 365:00 | 11 | 1.81 | 92.95 | 1    |
| Роман Дурны       | 240:00 | 11 | 2.75 | 92.86 | 0    |
| Филип Густавссон  | 364:36 | 11 | 1.81 | 92.41 | 0    |
| Владислав Сухачёв | 262:30 | 12 | 2.74 | 90.40 | 0    |
| Филип Вютрих      | 207:22 | 17 | 4.92 | 88.74 | 0    |

Примечание: ВП = Время на площадке; ПШ = Пропущено шайб; КН = Коэффициент надёжности; %ОБ = Процент отражённых бросков; И"0" = «Сухие игры»
 По данным: IIHF.com

### Индивидуальные награды
Самый ценный игрок (MVP):
- Кейси Миттельштадт

Лучшие игроки:
- Вратарь:  Филип Густавссон
- Защитник:  Расмус Далин
- Нападающий:  Кейси Миттельштадт

Сборная всех звёзд:
- Вратарь:  Филип Густавссон
- Защитники:  Расмус Далин —  Кейл Макар
- Нападающие:  Кейси Миттельштадт —  Филип Задина —  Киффер Беллоуз